# 梅伊腔吻鱈
梅伊腔吻鱈，為輻鰭魚綱鱈形目鼠尾鱈科的其中一種，分布於西太平洋阿拉弗拉海海域，屬深海底棲性魚類，深度150-200公尺，體長可達28公分，棲息在大陸坡底層水域，生活習性不明。